# Hypogeomys australis
Hypogeomys australis es un roedor extinto del centro y sureste de Madagascar. Descrito por primera vez en 1903, es más grande que su pariente cercano, el Hypogeomys antimena, que vive más al oeste, pero por lo demás es similar. La longitud media del fémur (hueso de la parte superior de la pierna) es de 72,1 mm, frente a los 63,8 mm del H. antimena. Es uno de los pocos roedores extintos de Madagascar y, según la datación por radiocarbono, sobrevivió al menos hasta alrededor de 1536 a. C. Se sabe poco sobre su ecología, pero es posible que viviera en madrigueras, como su pariente vivo, y se alimentara de algunas plantas adaptadas a los climas áridos.

## Taxonomía
Hypogeomys australis fue descrito en 1903 por Guillaume Grandidier a partir de material subfósil recogido en la cueva de Andrahomana, en el sureste de Madagascar. El material de Hypogeomys era similar al de la especie viva Hypogeomys antimena, pero lo suficientemente distinto como para que Grandidier lo reconociera como una especie separada, diferente en tamaño y algunos detalles morfológicos. Grandidier describió otra especie subfósil de Hypogeomys en 1912, H. boulei, pero el material en el que se basaba esa especie fue posteriormente identificado como el enigmático mamífero Plesiorycteropus. En 1946, Charles Lamberton ilustró otro fémur (hueso de la parte superior de la pierna) de H. australis; se desconoce el origen y el paradero actual de este espécimen.  En 1996, Steven Goodman y Daniel Rakotondravony revisaron la distribución de Hypogeomys y confirmaron que H. australis es una especie distinta. H. australis y H. antimena se clasifican juntas dentro de la subfamilia Nesomyinae, exclusiva de Madagascar, de la familia Nesomyidae, que incluye varios roedores africanos.

## Descripción
Hypogeomys australis era en general similar a H. antimena, el roedor vivo más grande de Madagascar, pero aún más grande, con poca o ninguna coincidencia en las medidas. Grandidier describió a la especie extinta como más robusta, con cicatrices musculares más prominentes en los huesos largos y con molares más largos con crestas y lóbulos más distintivos. La longitud del primer molar inferior es de 5,2 a 6,4 mm, con una media de 5,7 mm, en diez H. australis, y de 3,9 a 5,5 mm, con una media de 4,8 mm, en veinticuatro H. antimena. La anchura del fémur en el extremo proximal (cercano) es de 18,6 a 21,5 mm, con una media de 19,9 mm, en trece H. australis, y de 16,8 a 18,5 mm, con una media de 17,5 mm, en nueve H. antimena. En diez H. australis, la longitud total del fémur es de 69,9 a 75,1 mm, con un promedio de 72,1 mm, en comparación con 59,7 a 69,9 mm, con un promedio de 63,8 mm en nueve H. antimena.

## Distribución y ecología
Se conocen restos atribuidos a Hypogeomys australis en Andrahomana, en el sureste de Madagascar, y en Antsirabe, en el centro de Madagascar, lo que sugiere una amplia distribución anterior. No se sabe si su área de distribución se solapa con la de H. antimena, que ha sufrido una drástica reducción durante el Holoceno.  Un hueso de Andrahomana ha sido datado por radiocarbono en aproximadamente 4440 BP y otro en 1536 BP. Aunque casi no se sabe nada sobre la ecología de H. australis, Goodman y Rakotondravony supusieron que era similar a su pariente vivo, ya que vivía en madrigueras en zonas con suelos sueltos. H. australis muestra un contenido relativamente alto de isótopo de carbono 13, probablemente porque se alimentaba de algunas plantas enriquecidas en carbono 13 a través de la fijación de carbono C4 y el metabolismo ácido crassuláceo; ambos procesos relacionados con la fotosíntesis se dan con mayor frecuencia en plantas adaptadas a entornos secos.
Hypogeomys australis es uno de los tres únicos roedores extintos conocidos en Madagascar (los otros son Brachytarsomys mahajambaensis y Nesomys narindaensis, del noroeste de Madagascar). En general, pocos animales pequeños se extinguieron en Madagascar, excepto estos roedores, dos especies de Plesiorycteropus y la musaraña tenrec Microgale macpheei; por el contrario, los animales grandes, como los lémures subfósiles, el carnívoro Cryptoprocta spelea, los hipopótamos malgaches, las tortugas Dipsochelys y las aves Aepyornis y Mullerornis, se extinguieron todos ellos en la época en que llegaron los humanos.